# Psychotria diffusa
Psychotria diffusa är en måreväxtart som beskrevs av Elmer Drew Merrill. Psychotria diffusa ingår i släktet Psychotria och familjen måreväxter.

## Underarter
Arten delas in i följande underarter:
- P. d. agusanensis
- P. d. cervina
- P. d. diffusa